# Nederlandse Vrouwenbeweging
De Nederlandse Vrouwenbeweging (NVB) was een Nederlandse organisatie die in 1946 werd opgericht en tot 2002 heeft bestaan. Het doel was om met actieve vrouwen te werken aan democratisering van de samenleving.
Aanleiding voor de oprichting was de twijfelachtige houding van de grote vrouwenbeweging Nederlandse Vereniging voor Vrouwenbelangen en Gelijk Staatsburgerschap tijdens de Tweede Wereldoorlog. Als reactie op de houding van deze vereniging werd door een aantal overlevenden van het concentratiekamp Ravensbrück de NVB opgericht. Ook Maria Bouwmeester was betrokken wij de oprichting, waarna ze verkozen werd tot lid van het hoofdbestuur. Rie Lips-Odinot werd in 1946 vice-voorzitster en later voorzitster van het hoofdbestuur.
Formeel was de NVB onafhankelijk van de CPN maar in de praktijk raakte ze, evenals de jongerenorganisatie ANJV, meer en meer met deze partij verweven. Ze werd dan ook door tegenstanders als een mantelorganisatie gekenschetst. Overigens waren er ook, vooral in de beginjaren, veel niet-communistische vrouwen lid van deze organisatie.
De NVB kwam vooral op voor arbeidersvrouwen en had ook de internationale solidariteit hoog in haar vaandel staan. Evenals de andere aan het communisme gelieerde organisaties had de NVB veel te lijden van de Koude Oorlog-propaganda, evenals haar leden. Zo werd het communistische vrouwen (en mannen) verboden om te spreken op vergaderingen van de - destijds door sociaaldemocraten als Hilda Verwey-Jonker geleide - VVVGS.
Toen begin jaren 80 van de 20e eeuw een nieuwe feministische golf opkwam, die zich richtte op onderwerpen als 'meer vrouwen in topposities' en 'vrouwen en seksualiteit' deed de NVB daar niet aan mee. Zij legde het zwaartepunt op de positie van vrouwen met lage inkomens en op de situatie van vrouwen in de Derde Wereld, vooral daar waar dictaturen heersten. Zo werd in 1981, bij het 35-jarig jubileum van de NVB, de Amerikaanse vakbondsvrouw Sylvia Woods uitgenodigd.
Nadat de CPN in GroenLinks was opgegaan en in 1991 werd opgeheven, ging de NVB - als de zelfstandige organisatie die zij altijd was geweest - verder. Maar zij wendde zich af van GroenLinks wegens de te liberale koers van deze nieuwe partij. De NVB kon echter weinig slagkracht meer ontwikkelen en werd in 2002 opgeheven. De NVB heeft tot de opheffing haar maandblad VROUWEN uitgegeven.
Het archief van de NVB en het maandblad VROUWEN werd overgedragen aan het IISG.

## Externe bron
- Baanbreeksters, 1960. Uitgave: Nederlandse Vrouwenbeweging.
- Marja Borkus e.a., Vrouwenstemmen: 100 jaar Vrouwenbelangen, 75 jaar Vrouwenkiesrecht, 1994. Walburg Pers.